# Hadrodactylus femoralis
Hadrodactylus femoralis là một loài tò vò trong họ Ichneumonidae.